# Hoffmann Sándor (vegyészmérnök)
Hoffmann Sándor vagy Hoffman Sándor (Budapest, 1899. április 19. – Miami, Florida, 1992. március 27.) Kossuth-díjas vegyészmérnök, a Budapesti Műszaki Egyetem egyetemi tanára.
1922-ben a Budapesti Műszaki Egyetemen diplomázott. Az 1940-es és az 1950-es években a penicillin üzemi gyártásának kidolgozásával foglalkozó – a Chinoin kutatóiból álló – kutatócsoport vezetője volt a Gyógyszeripari Kutatóintézetben. 1948-ban megkapta a Kossuth-díj ezüst fokozatát, az indoklás szerint „a kémiai tudományok terén elért eredményeiért”.
Az 1960-as évektől az Amerikai Egyesült Államokban, a New Jersey-beli Bayonne településen élt és dolgozott.